# Giáng sinh ở Ba Lan
Giáng sinh ở Ba Lan là một lễ kỷ niệm lớn được tổ chức hàng năm, như ở hầu hết các quốc gia trong thế giới Kitô giáo. Việc tổ chức Giáng sinh phát triển dần dần qua nhiều thế kỷ, bắt đầu từ thời cổ đại; kết hợp các phong tục Pagan giáo cũ của Ba Lan với các tôn giáo được du nhập vào sau khi Kitô giáo hóa Ba Lan bởi Giáo hội Công giáo. Những ảnh hưởng sau này bao gồm sự đan xen lẫn nhau của các truyền thống địa phương và các nền văn hóa dân gian khác nhau. Đây là một trong những ngày lễ tôn giáo quan trọng nhất đối với người Ba Lan, những người theo phong tục truyền thống có phần nghiêm ngặt. Cây Giáng sinh được trang trí và thắp sáng trong phòng gia đình vào ngày Giáng sinh. Các cây khác được đặt ở hầu hết các khu vực công cộng và bên ngoài nhà thờ. Giáng sinh ở Ba Lan được gọi là "Boe Narodzenie", nghĩa là "Sự ra đời của Chúa".
Ngày của Thánh Nicholas vào ngày 6 tháng 12 là ngày bắt đầu không chính thức của mùa lễ hội ở Ba Lan. Những đứa trẻ ngoan ngoãn nhận được những món quà nhỏ trong ngày, trong khi những đứa trẻ nghịch ngợm nhận được một cục than hoặc một cành cây, được gọi là "rózga". Điểm nổi bật của ngày lễ là ngày quan trọng nhất, đêm Giáng sinh vào ngày 24 tháng 12. Bữa ăn tối Wigilia của người Ba Lan bắt đầu với sự xuất hiện của ngôi sao đầu tiên, tương ứng với Ngôi sao Bethlehem. Trong quá trình chuẩn bị, cỏ khô được trải dưới khăn trải bàn như một lời nhắc nhở rằng Chúa Giêsu Kitô được sinh ra trong máng cỏ. Theo truyền thống, một chỗ trống được sắp xếp vào tượng trưng trên bàn cho Chúa hoặc, cho một kẻ lang thang lạc lối có thể đang cần thức ăn hoặc nơi trú ẩn. Bữa ăn tối bắt đầu bằng việc phá vỡ bánh thánh Giáng sinh được gọi là "opłatek", một phong tục chỉ được quan sát thấy ở Ba Lan và một số vùng của Litva. Các bữa ăn không có thịt là một dấu hiệu của sự kiêng ăn và mười hai món ăn khác nhau được thực hiện, do đó tượng trưng cho Mười hai sứ đồ. Lễ kỷ niệm kết thúc bằng việc trao đổi quà tặng và tổ chức nghi lễ Midnight Mass trong nhà thờ.
Các khía cạnh khác của Giáng sinh ở Ba Lan bao gồm các vở kịch Chúa giáng sinh gọi là "Jasełka" hoặc "Herody", cảnh Chúa giáng sinh ngoài trời, tiếng hát của những bài hát mừng, đáng chú ý nhất là "God is Born" và Kulig, một chiếc xe trượt tuyết với Saint Nicholas. Truyền thống chế tác và làm đồ thủ công szopkas vào dịp Giáng Sinh ở Kraków được UNESCO công nhận là Di sản văn hóa phi vật thể.

## Mùa Vọng

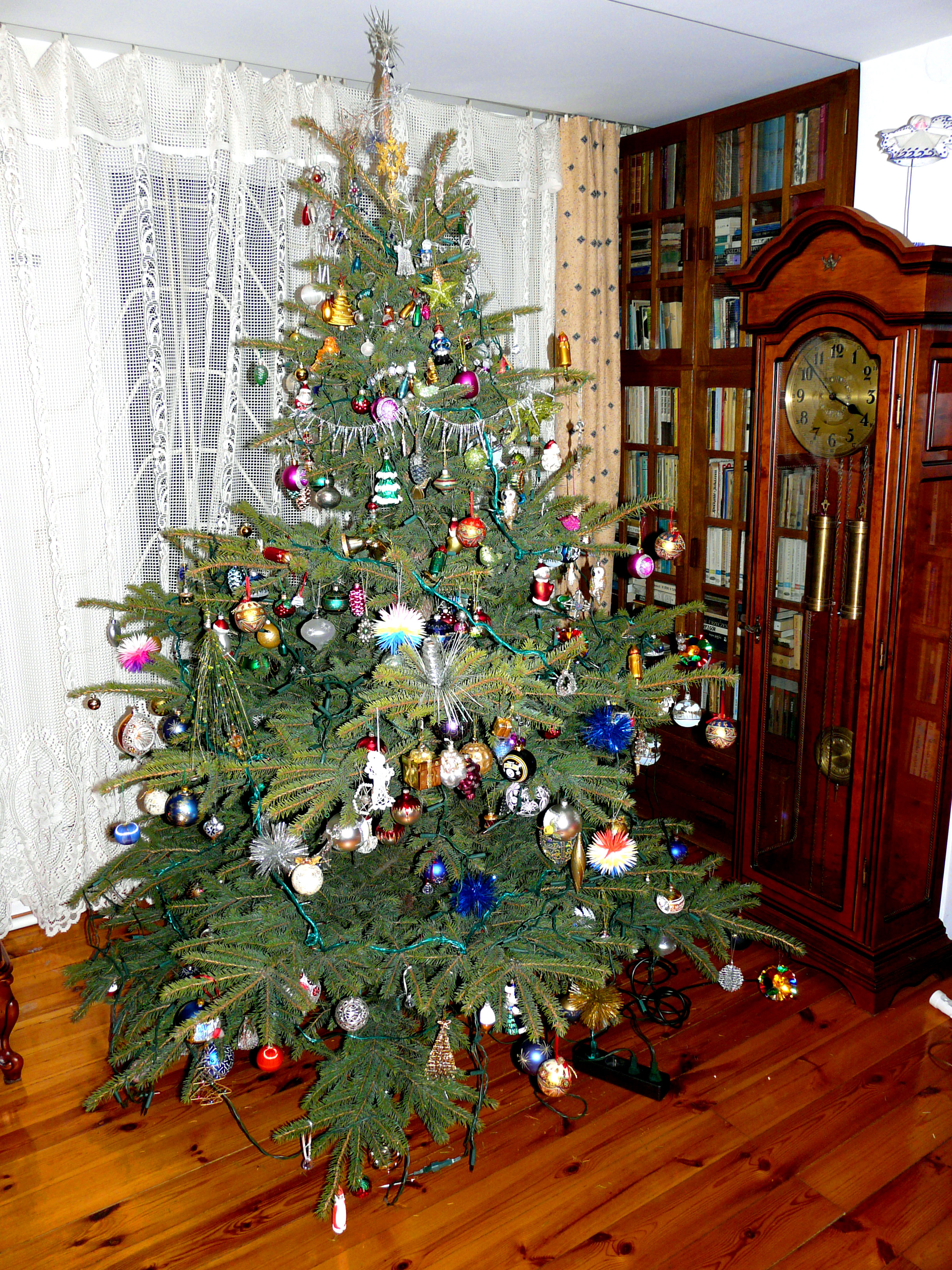
Cây Giáng sinh trong một ngôi nhà Ba Lan. Theo truyền thống, chúng được trang trí và thắp sáng vào đêm Giáng sinh - Wigilia

Trong số các nghi lễ đặc biệt thực hiện tại nhà riêng trong Mùa Vọng (thời gian chờ đợi cho việc cử hành nghi lễ Giáng sinh của Chúa Giêsu) là nướng piernik (bánh gừng) vào Giáng sinh, và làm các đồ trang trí Giáng sinh. Piernik được tạo thành từ nhiều hình dạng khác nhau, bao gồm cả hình trái tim, động vật và nhân vật Thánh Nicholas. Thánh Nicholas không đóng một vai trò quan trọng trong Ngày Giáng Sinh, nhưng được tổ chức vào ngày lễ Thánh của ông vào ngày 6 tháng 12. Ông đến thăm những đứa trẻ ngoan trong bí mật và để lại quà cho chúng.
Theo truyền thống, cây Giáng sinh được trang trí bằng đồ trang trí bằng thủy tinh, vòng hoa và nhiều đồ trang trí tự chế bao gồm vỏ trứng sơn, táo đỏ sáng bóng, quả óc chó, các bọc sô cô la, nến, v.v. Chúng được thắp sáng vào đêm vọng Giáng sinh trước Wigilia. Trên đỉnh của mỗi cây có một ngôi sao hoặc một vật lấp lánh. Trong nhiều ngôi nhà, cây pháo được treo trên cành cây tạo nên bầu không khí mùa đông. Đôi khi những cây này được giữ lại cho đến ngày 2 tháng 2, ngày lễ Thánh Mary của Ngọn nến thắp sáng.
Trong lúc diễn ra Mùa Vọng và suốt chặng đường cho đến Lễ Hiển Linh, hay lễ rửa tội của Chúa Giêsu (ngày 6 tháng 1), "gwiazdory", hoặc những người vận chuyển ngôi sao đi bộ qua các ngôi làng. Một số người hát bài hát mừng; những người khác đọc những câu thơ hoặc đặt "szopki" hoặc "herody" (cảnh Chúa giáng sinh). Hai phong tục cuối cùng được lấy cảm hứng từ cảnh máng cỏ truyền thống hoặc "Jasełka" (cũi). Một truyền thống duy nhất của Ba Lan là việc chia sẻ "opłatek", một tấm wafer mỏng mà trong đó một bức tranh về thánh là điểm nhấn. Ngày xưa, người ta mang những chiếc bánh này từ nhà này sang nhà khác chúc hàng xóm của họ một Giáng sinh vui vẻ. Ngày nay, opłatek chủ yếu được chia sẻ với các thành viên trong gia đình và hàng xóm ngay trước bữa ăn tối đêm Giáng sinh (Wigilia theo tiếng Ba Lan). Khi mỗi người chia sẻ những miếng bánh wafer với nhau, họ có nghĩa vụ phải tha thứ cho nhau mọi tổn thương đã xảy ra trong năm qua và chúc họ hạnh phúc trong năm tới.

## Wigilia, bữa tối đêm Giáng sinh
Ở Ba Lan, đêm Giáng sinh là một ngày đầu tiên nhịn ăn, sau đó là lễ ăn hỏi. Bữa tiệc của Wigilia bắt đầu từ sự xuất hiện của ngôi sao đầu tiên. Không có thịt đỏ phục vụ mà là cá, thường là cá chép. Bữa ăn tối, bao gồm nhiều món ăn truyền thống và món tráng miệng đôi khi có thể kéo dài hơn hai giờ. Tiếp theo là trao đổi quà tặng. Ngày tiếp theo, ngày Giáng sinh, thường được dành để thăm bạn bè. Theo truyền thống Ba Lan, mọi người kết hợp nghi lễ tôn giáo và sum họp gia đình gần gũi vào Giáng sinh. Mặc dù việc tặng quà đóng vai trò chính trong các nghi lễ, sự nhấn mạnh được đặt nhiều hơn vào việc chế biến các món ăn và đồ trang trí đặc biệt.
Vào đêm Giáng sinh, điều quan trọng là sự xuất hiện của ngôi sao đầu tiên để tưởng nhớ Ngôi sao Bethlehem, nó đã được đặt một cái tên trìu mến là "ngôi sao nhỏ" hay Gwiazdka (bản sao nữ của Thánh Nicholas). Vào buổi tối hôm đó, trẻ em nhìn lên bầu trời và nơm nớp hy vọng sẽ là người đầu tiên kêu lên, "Ngôi sao đã đến!" Chỉ sau khi nó xuất hiện, các thành viên trong gia đình ngồi xuống bàn ăn tối.
Theo truyền thống, những mẩu cỏ khô được trải bên dưới tấm khăn trải bàn như một lời nhắc nhở rằng Chúa Kitô được sinh ra trong máng cỏ. Những người khác tham gia vào việc thực hiện đặt tiền dưới khăn trải bàn cho mỗi khách, để cầu chúc cho sự thịnh vượng trong năm tới. Một số nghi lễ mê tín rằng một số lượng người là số chẵn phải ngồi quanh bàn. Trong nhiều ngôi nhà, một chỗ trống được đặt một cách tượng trưng trên bàn cho Hài nhi Jesus hoặc, cho một người lang thang cô đơn có thể cần thức ăn, hoặc nếu một người thân quá cố nên đến và muốn chia sẻ trong bữa ăn.
Bữa ăn tối bắt đầu với việc phá vỡ opłatek. Mọi người trong bàn bẻ ra một miếng và ăn nó như một biểu tượng cho sự hiệp nhất của họ với Chúa Kitô. Sau đó, họ chia sẻ một phần với mỗi thành viên gia đình. Một truyền thống tồn tại giữa một số gia đình để phục vụ mười hai món ăn khác nhau trong nghi thức Wigilia tượng trưng cho Mười Hai Tông Đồ, hoặc có lẽ, một số lượng lớn các món ăn cho sự may mắn (thường là năm, bảy hoặc chín).
Một bữa ăn tối truyền thống của Wigilia ở Ba Lan bao gồm cá chép chiên và borscht (súp củ cải đường) với uszka (ravioli). Cá chép là phần chính của bữa ăn đêm Giáng sinh trên khắp Ba Lan; cá chép phi lê, cá chép trong món aspic và gefilte. Thực phẩm Giáng sinh phổ biến của Ba Lan là pierogi cũng như một số món cá mòi, và cho món tráng miệng, makowiec hoặc mì với hạt anh túc. Thông thường, có món compote của trái cây khô như một thức uống.
Phần còn lại của buổi tối là thời điểm cho những câu chuyện và bài hát xung quanh cây Giáng sinh. Ở một số vùng của đất nước, trẻ em được dạy rằng "Ngôi sao nhỏ" mang đến những món quà. Khi những món quà được mở ra, những người lái xe có thể đi bộ từ nhà này sang nhà khác để nhận các món ăn trên đường đi.
Đêm Giáng sinh kết thúc với "Pasterka", Thánh lễ nửa đêm tại nhà thờ địa phương. Truyền thống kỷ niệm sự xuất hiện của các mục đồng đến Bêlem và sự tôn trọng của họ và làm chứng cho Đấng Mêsia mới sinh. Phong tục phụng vụ đêm Giáng sinh được giới thiệu trong các nhà thờ Thiên chúa giáo sau nửa sau thế kỷ thứ 5. Ở Ba Lan, phong tục đó đã xuất hiện cùng với sự xuất hiện của Cơ đốc giáo. Ngày hôm sau (25 tháng 12) bắt đầu với nghi lễ sáng sớm tiếp theo thuộc các nghi lễ ban ngày. Theo thánh thư, đại chúng ngày Giáng sinh có thể thay thế cho phép linh hoạt hơn trong việc lựa chọn các nghi lễ tôn giáo của từng giáo dân.

## Kolędy, bài hát mừng Giáng sinh

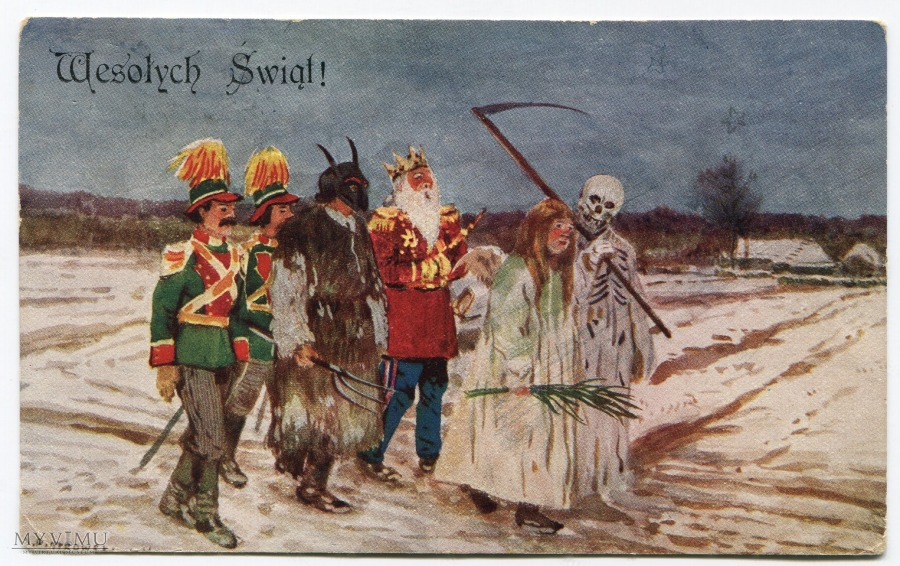
Mummer với một sinh vật turon hát bài hát mừng Giáng sinh có tên kolędy tại Ba Lan năm 1929 bưu thiếp

Các bài hát mừng Giáng sinh không được vang lên ở Ba Lan cho đến trong và sau Thánh lễ Giáng sinh được gọi là "Pasterka" được tổ chức từ ngày 24 đến 25 tháng 12. Mùa Giáng sinh thường kéo dài đến ngày 2 tháng 2. Những bài thánh ca đầu tiên được hát trong nhà thờ Công giáo đã được anh em Franciscan mang đến Ba Lan vào thời Trung cổ. Âm nhạc Giáng sinh sớm có nguồn gốc Latin. Khi các từ và giai điệu Ba Lan bắt đầu trở nên phổ biến, bao gồm nhiều mục sư thế tục mới (pastoralka, hoặc các bài hát của người chăn cừu), chúng không được viết ra ban đầu, mà là được dạy bởi những người đã thuộc nằm lòng. Đáng chú ý, bài hát "God is Born" (Bóg się Rodzi) với lời bài hát được viết bởi Franciszek Karpiński vào năm 1792 đã trở thành bài thánh ca Giáng sinh của Ba Lan đã có trong triều đình của vua Stefan. Nhiều bài hát mừng Ba Lan đầu tiên được thu thập vào năm 1838 bởi Michał Mioduszewski Michał Mioduszewski trong một cuốn sách tên là Pastorałki i Kolędy z Melodiami (Mục sư và Carols với giai điệu).

## Đồ trang trí Giáng sinh làm bằng tay Ba Lan

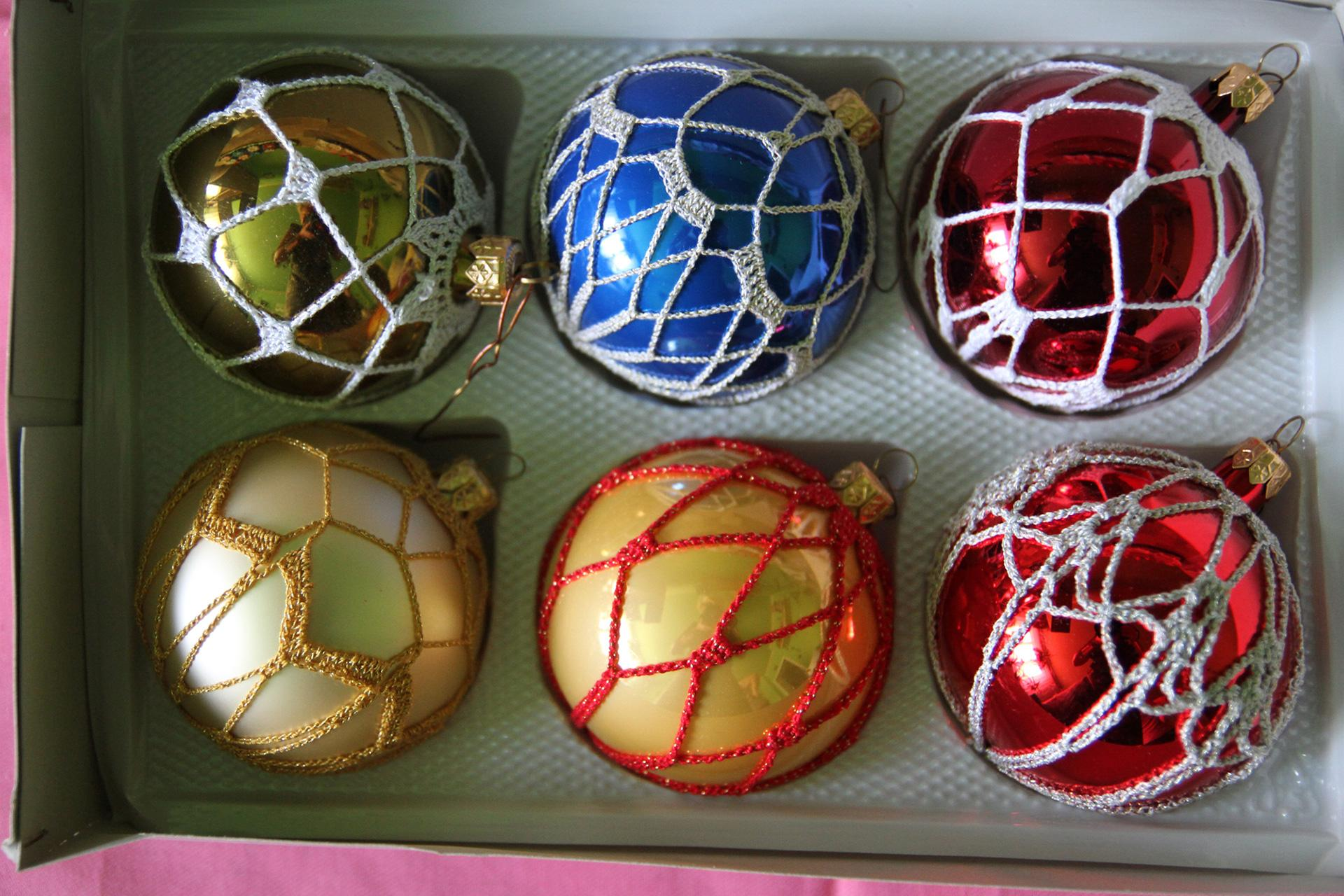
Đồ trang sức thủy tinh Ba Lan truyền thống với các chi tiết ren. Ba Lan là nước xuất khẩu lớn đồ trang trí Giáng sinh, đặc biệt là đồ trang trí thổi bằng tay

Ba Lan sản xuất một số đồ trang trí Giáng sinh làm bằng tay tốt nhất và nổi tiếng ở châu Âu. Các gia đình và nhà sưu tập đánh giá những đồ trang trí này có chất lượng cao, tác phẩm nghệ thuật truyền thống và đồ trang trí độc đáo.
Đồ trang trí Giáng sinh được thổi thủy tinh của Ba Lan thường chỉ được sản xuất trong mùa đông. Các xưởng và nhà sản xuất kính hiện đại có xu hướng được địa phương hóa ở các khu vực phía Nam của Ba Lan.